# Tóki Jansson
Tóki Jansson (født 2003) er en færøsk animator fra Tórshavn. Han har lavet tegnefilmsserien Skúla Scam, der blev ret omdiskuteret på Færøerne i december 2020, og blev også omtalt af danske medier, som f.eks. Berlingske, DR, og Politiken efter at den færøske kulturminister Jenis av Rana valgte ikke at følge indstillingen fra det færøske Kulturministerium, der anbefalede at han fik 40.000 kr. i støtte til færdiggørelse af tegnefilmsserien Skúla Scam. Begrundelsen for at nægte støtten var, at ministeren kunne ikke lide det han så og hørte. Han syntes, at de bandede for meget i tegnefilmsserien. Tóki Jansson var kun 15 år, da han gik i gang med at lave Skúla Scam. Det gjorde han, efter at han havde deltaget i den færøske filmskole for færøsk ungdom, der afholdes hver sommerferie på øen Nólsoy. Der mødte han Jonas í Dali Wagner, der lærte ham at animere. Tóki Jansson har flere gange deltaget i filmskolen Nóllywood. I 2019 lavede han der sammen med en af de andre unge, Haakon Joensen, en kort tegnefilm med titlen Smoothie Baby. Denne blev nomineret til den færøske filmspris Geytin året efter.

## Skúla Scam
Tóki Jansson lavede det meste af tegnefilmsserien Skúla Scam da han var 15-16 år gammel, han var 17 år, da den blev vist i Danmark og på Færøerne. Alle i serien taler færøsk, den er inspireret af bl.a.tegnefilmsserier som South Park og Family Guy. De dele der er lavet indtil videre (december 2020) varer ca. en time i alt. Serien blev vist på Buster Filmfestival i september 2020. I deres omtale af filmen skrev de bl.a. om handlingen: "Serien handler om de tre venner Pætur, Solskin og Bob, som møder hinanden, da de starter sammen i en ny skole. Skolen viser sig at være en meget mærkelig skole, timerne er korte og frikvartererne lange, og lærerne lige så elendige som maden." Jonas í Dali Wagner fra Filmshúsið (Det færøske filmhus) i Tórshavn har været mentor for Tóki Jansson, mens han har lavet Skúla Scam. Han er tidligere leder af fiktionsinstruktør-uddannelsen fra Den Danske Filmskole.
Tegnefilmsserien havde privat forpremiere i Havnar Bio for inviterede skoleelever og andre den 16. september 2020. Efter det rejste Tóki Jansson og Dina Poulsen, der lægger stemme til pigen Sólskin i serien, sammen med Jonas í Dali Wagner, kunstneren Ole Wich og andre til Danmark, hvor Skúla Scam havde verdenspremiere og blev vist til Buster Filmfestival i september 2020.
Tóki Jansson har lavet tegnefilmsserien i sin fritid uden nogen økonomisk støtte. Hans mentor Jonas í Dali Wagner havde ansøgt om 40.000 kr. på vegne af Tóki Jansson fra en støttepulje til færøske film fra Færøernes Landsstyre, men fik afslag af ministeren selv. Han blev interviewet af den færøske TV-avis Dagur og vika angående dette, hvor han påpegede, at man normalt har armlængdeprincippet, som ikke virkede i dette tilfælde, hvor det var kulturministeren der var smagsdommer. De interviewede også kulturministeren, der fortalte om sin holdning til sproget i tegnefilmsserien, han sagde at han ikke kunne skrive under, når de bandede så meget i serien.
5. del af Skúla Scam blev nomineret til de færøske filmpriser ved Geytin i 2021, den vandt dog ikke nogen pris.